# Gigi Venegoni
Luigi Venegoni, detto Gigi (Bergamo, 9 agosto 1951), è un musicista, chitarrista, compositore e arrangiatore italiano.

## Biografia
Gigi Venegoni, chitarrista e compositore è tra i fondatori degli Arti e mestieri, gruppo rock nato nel 1974.
Nel 1977, fonda il gruppo Venegoni & Co dopo aver lasciato gli Arti & Mestieri.
La caratteristica della formazione è quella di possedere una struttura aperta dove i musicisti possano esprimere a pieno la loro musicalità ed inventare nuove forme di interpretazione del sound del gruppo.
Con i Venegoni & Co si esibisce in molti concerti tra il 1977 ed il 1980, alcuni dei quali sono stati registrati e solo di recente pubblicati su cd.
Nel medesimo periodo escono “Rumore Rosso” e “Sarabanda” per l'etichetta Cramps Records. Inoltre con questo gruppo partecipa al commovente “Concerto per Demetrio Stratos”, davanti a settantamila spettatori.
Nel 1981 ha collaborato con Marco Bonino, suonando la chitarra elettrica nel suo album Help Me To Hear.
Con Marco Cimino ha fondato l'etichetta Mu Records.

## Discografia

### Con gli Arti & Mestieri
- 1974 - Tilt (immagini per un orecchio)
- 1975 - Giro di valzer per domani
- 2001 - Murales
- 2015 - Universi paralleli (King Records Japan, KICP 1733, Sony Music Italy / Cramps Records, 88875126942)

### Con i Venegoni & Co
- 1978 - Rumore Rosso
- 1980 - Sarabanda
- 1988 - Nocturne
- 2001 - Mosaico
- 2007 - Planetarium
- 2017 - Canvas

Live
- 1979 - 1979 Il Concerto
- 2002 - Rumore Rosso Vivo
- 2004 - Somewhere In The Seventies